# Paolo Renier
Paolo Renier (Venecia, 21 de noviembre de 1710-ibídem, 23 de febrero de 1789) fue dux de la República de Venecia desde su elección en el año 1779.

## Biografía

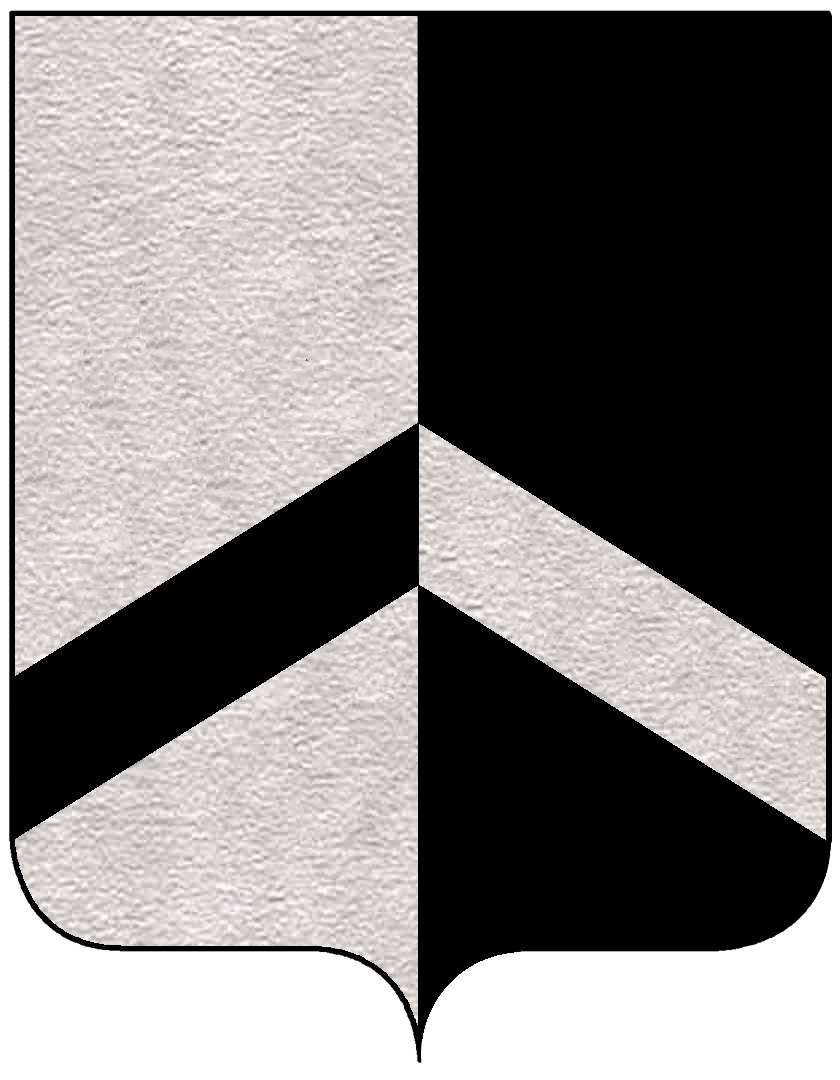
Escudo de armas de Paolo Renier.

### Primeros años de vida
Paolo Renier nació en una familia muy adinerada de la aristocracia veneciana y recibió una muy buena instrucción, graduándose como abogado, destacando por su elocuencia y su pasión por las tácticas políticas. Si bien en un inicio prestó servicios a la República de Venecia dando una imagen de político reformador, al ser designado embajador cambió de opiniones para acceder a cargos de mayor poder y responsabilidad, aliándose para este fin con la nobleza más reaccionaria del Estado.

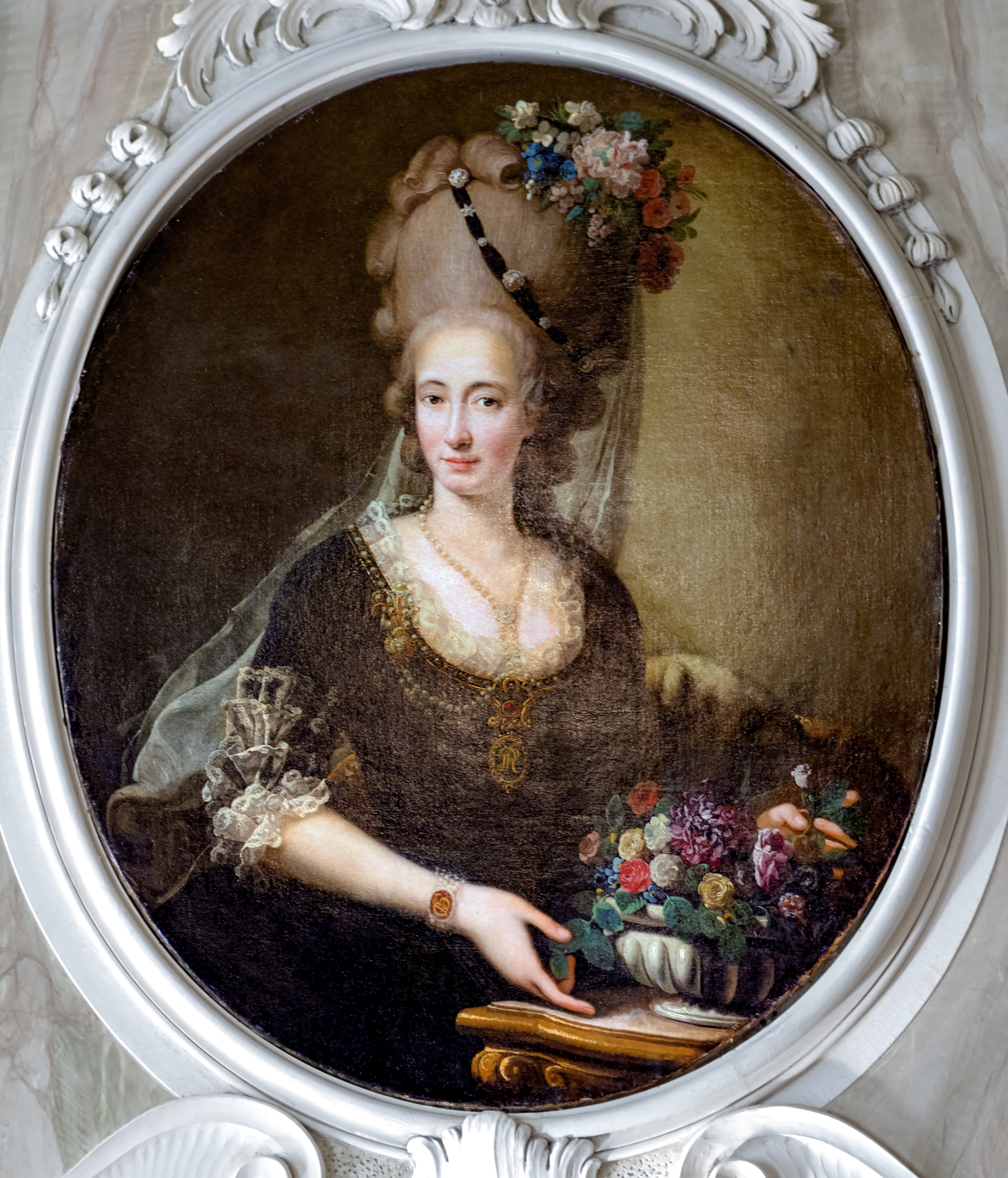
Giustina Donà dalle Rose (1715–1751), esposa de Paolo Renier

### Vida pública
Renier fue designado embajador veneciano en Viena y Estambul, dos capitales muy importantes para la política exterior de Venecia, que luchaba por mantener su estatus económico y político ante los imperios austríaco y otomano. Estos cargos le permitieron acceder a mayores riquezas, así como a un mayor prestigio dentro de la aristocracia veneciana, elementos que luego usaría para obtener la designación como dux.
El 14 de enero de 1779 Renier fue elegido como dux, a la muerte de su predecesor Alvise IV Mocenigo. Aunque acusado de corrupción política y de sobornar a 300 barnaboti (aristócratas pobres) para que le apoyen, Renier ganó la elección por 40 votos sobre 41 (siendo su único opositor su propio hermano). Tachado de despilfarrador, Renier gasta gran parte de su fortuna personal en fastuosas festividades populares para ganar la adhesión de las masas así como de las élites, y así recibe con notable esplendor y munificencia a los visitantes extranjeros más ilustres, como el príncipe heredero Pablo Petrovich de Rusia, el rey Gustavo III de Suecia, y el papa Pío VI.
En 1780, poco después de asumir el cargo de dux, Renier dirige una campaña de arrestos contra los aristócratas reformistas, sus antiguos aliados, quienes pretendían desconcentrar el poder político de las élites venecianas para afrontar el progresivo fortalecimiento de los rivales de Venecia, particularmente de Austria. Bajo su gobierno la decadencia de Venecia prosigue, sin detenerse, en tanto Renier tan sólo aspiraba a mantener el statu quo ya existente en medio de fiestas populares y despilfarros del erario público para evitar el descontento de las masas e impedir la difusión de ideas reformistas.
Aun cuando la escuadra naval veneciana al mando del almirante Ángelo Emo logró bombardear exitosamente en 1786 los puertos de los piratas berberiscos en Túnez, el poder de Venecia sigue reduciéndose en comparación a sus vecinos. Renier cayó gravemente enfermo en enero de 1789, y murió el 23 de febrero del mismo año, pero dicha noticia fue ocultada por el Consejo de los Diez y no fue revelada al pueblo hasta el día 2 de marzo, para no interrumpir las fiestas del Carnaval de Venecia.